# 藤田氏
藤田氏（ふじたし）は、日本の氏族。

## 概要
小野篁の子孫を称する武蔵七党猪俣党の猪俣政行（1155年に花園城を築いとたいわれる）が武蔵国榛沢郡藤田郷（埼玉県寄居町）に拠って藤田を称し、1590年豊臣秀吉による小田原征伐まで武蔵国北部の有力国衆として400年余り栄えた。
政行の子・藤田行康は源平合戦（治承・寿永の乱）の一の谷生田森の戦いで討ち死している。その子能国・孫能兼は承久の乱で活躍し、このとき能国が院宣を読み上げ、文博士といわれた。一族は幕府の問注所寄人であった。
小田原城の北条氏康は武蔵国の覇権を握った後、武蔵北部支配の基盤を固めるために豪族の藤田氏15代目・藤田康邦に自らの四男・氏邦を幼少期から入婿させた。
氏邦は藤田康邦の娘を妻とし、1564年に小田原城の支城鉢形城（埼玉県寄居町）に入り、1582年まで藤田姓を名乗った。後に鉢形城は豊臣秀吉による小田原征伐によって前田利家・上杉景勝ら3万余の兵に囲まれ、一ヶ月の籠城を経て開城した。
康邦の子孫とされる藤田信吉は徳川家康に仕えて活躍し、下野国西方に1万5,000石の所領を与えられた。
現在の埼玉県寄居町には藤田氏の菩提寺として1297年に藤田行康の孫・持阿が創建した藤田善導寺があり、町内には少林寺、正龍寺、連光寺など同じく藤田氏によって築かれた寺院群が見られる。
同じく藤田郷の出で持阿の師・性心は1288年に茨城県坂東市に高聲寺を創建。浄土宗藤田流の実質的な本山となり、近隣の藤田という地名の由来となったと考えられる。
常陸国久慈郡の静神社祠官を世襲した一族に藤田氏がある。なお、水戸藩にも藤田幽谷（一正）（1774年 - 1826年）にはじまる藤田氏がある。本姓は小野氏で猪俣氏の末裔という。藤田幽谷は学者として著名で、子の藤田東湖は藩主徳川斉昭に仕えて改革を担った。東湖の四男・藤田小四郎は筑波山の水戸天狗党の首領の一人となる。また、旧常陸守護佐竹氏の記録では、佐竹氏の一門にも藤田氏があり、藤田館の城主として存在していたという記録もある。
南北朝期、武蔵守護代であった大石氏と、藤田氏は姻戚関係があり、武蔵平一揆の乱で能員は勲功を挙げ、永享のころ、宗員は藤田郷内の聖天堂を興隆している。その妻紀香は岩田氏の出身で、所領を鎌倉円覚寺に寄進した。長亨の乱で山内・扇谷両上杉氏が同国須賀原・高見原で戦ったとき、藤田三郎は長尾景春にくみして戦い、永正のころ、藤田虎寿丸が神奈川権現山合戦に山内上杉憲房に加わっている。その憲房と北武蔵に進出した北条氏綱が対陣したとき、藤田右衛門佐は憲房の使者をつとめた。
天文初年、藤田右金吾業繁は「郡主」を称し、藤田小三郎は「鉢形」にあった。同15年、川越合戦で北条氏康に敗れた上杉憲政は、上野平井に逃れ、藤田右衛門佐は大石定久と氏康に降った。
史料に拠れば、右衛門佐は藤田康邦とある。氏康の子氏邦はその女を妻とし、藤田氏を継ぎ、秩父郡天神山城から鉢形城に移り、鉢形領を支配した。後北条氏の上野進出では先鋒となり、沼田城代に猪股邦憲を置いた。家督を譲った康邦は用土村に移って藤田を用土に改姓したという。
猪股邦憲が真田氏の名胡桃城を奪い、怒った豊臣秀吉は天正18年（1590年）小田原攻めの兵を起こし、鉢形城も前田利家に攻められた。氏邦は同城を明け渡し、利家に従い加賀金沢に赴き、同地で没したという。
異説によると、氏康の子氏邦を養子としたのは、畠山重忠の末裔藤田重利という。つまり平姓藤田氏である。重利の実子重連と信吉は早くから、子氏邦と隙を生じ、重連は氏邦に毒殺された。そこで信吉は武田勝頼に同心し、氏邦を上野沼田城に攻めて殺し、勝頼より本領を安堵され、能登守と称した。信吉はのち豊臣秀吉に仕え、さらに徳川家康に服して、下野那須郡1万5千石に封ぜられ、名を重信と改めたと言われる。しかし子がなく家は断絶した。
更に別流として藤田綱高がいる。綱高は康邦の一族と推定されるが、北条氏綱から偏諱を受け、北条氏康に御馬廻衆・奉行人に任じられていることから、早い時期から北条氏に従ったとみられている。

### 尊王志士・義民として行動した藤田姓の人物
- 藤田主馬之介 - 那珂郡照田村羽黒社祠官 縫殿之介の兄。天狗党に与して慶応元年（1865年）5月3日獄死する。享年36。靖国神社合祀[4]。
- 藤田丈七 - 文七とも。久慈郡高柴村の百姓。天狗党に加わり、捕えられる。慶応元年（1865年）7月6日、下総国銚子で獄死する。年齢不詳。靖国神社合祀[5]。
- 藤田新介 - 久慈郡佐貫村の百姓。天狗党に加わり、捕えられる。慶応2年（1866年）6月29日、江戸佃島で獄死。享年20（21とも）。靖国神社合祀[6]。
- 藤田政五郎 - 常陸国久慈郡塙村（頃藤村とも）の百姓。天狗党に加わり、捕えられる。慶応2年（1866年）7月1日江戸佃島で獄死。享年37（25とも）。靖国神社合祀[7]。
- 藤田平次 - 常陸国久慈郡芦野倉村の百姓。天狗党に加わり、捕えられる。慶応2年（1866年）8月2日、水戸で獄死。享年47。靖国神社合祀[8]。
- 藤田藤介 - 常陸国の百姓。天狗党に加わり、元治元年（1864年）10月17日（16日とも）、那珂郡部田野で討ち死にする。靖国神社合祀[6]。
- 藤田藤蔵 - 常陸国茨城郡小川村の百姓。天狗党に加わり、越前国敦賀まで西上するが降伏して水戸に送られ獄死する。享年35（40とも）。靖国神社合祀[6]。
- 藤田仲務 - 常陸国の百姓。天狗党に加わり、慶応元年（1865年）2月16日、越前敦賀で斬首される。享年24。靖国神社合祀[6]。
- 藤田秀五郎 - 水戸藩家老 山野辺主水正の家士 藤田蔵之進自好の長男。田丸稲之衛門に随い天狗党として西上、慶応元年（1865年）2月15日、越前敦賀で斬首される。享年24。靖国神社合祀[6]。
- 藤田平介 - 常陸国行方郡潮来村の百姓。慶応元年（1865年）に獄死。享年18。靖国神社合祀[9]。
- 藤田理兵衛 - 常陸国行方郡潮来村の百姓。天狗党の林五郎三郎勢に従軍、慶応元年（1865年）2月15日、越前敦賀で斬首される。獄死。年齢不詳。靖国神社合祀[10]。

### 佐幕派として行動した藤田姓の人物
- 藤田直之介 - 小納戸役。諸生党として天狗党と戦い、元治元年（1864年）那珂郡額田村で討ち死にする[11]。
- 藤田松三 - 小普請組。諸生党として天狗党と戦い、元治元年（1864年）常陸で討ち死にする[11]。